# Gen Digital
Gen Digital Inc. (anciennement Symantec Corporation puis NortonLifeLock Inc.) est une société américaine fondée en 1982, spécialisée dans les logiciels informatiques. Elle avait son siège social à Mountain View en Californie jusqu'en 2019, où celui-ci a été transféré à Tempe en Arizona.
Gen Digital est spécialisé dans l'édition de logiciels utilitaires (notamment liés à la sécurité et à la protection des données) pour PC tournant sur plateforme Microsoft. Elle s'est développée grâce à l'acquisition de sociétés tierces et le développement commercial de ses produits. Gen Digital consacre 17 % de son CA en recherche et développement.

## Historique
En octobre 2014, Symantec annonce son projet de se scinder en deux entreprises entre d'un côté ses activités dans la sécurité et de l'autre ses activités dans le stockage.
En 2015, Narus est vendu à Symantec,.
En août 2015, Symantec vend ses activités de stockages incluant Veritas, pour 8 milliards de dollars à un groupement de fonds d'investissement incluant Carlyle Group et le fonds souverain de Singapour.
En juin 2016, Symantec annonce l'acquisition de Bain Capital pour 4,7 milliards de dollars de Blue Coat, une entreprise de sécurité informatique à destination des entreprises,.
En novembre 2016, Symantec annonce l'acquisition de LifeLock, entreprise spécialisée sur la sécurisation des comptes en ligne, pour 2,3 milliards de dollars.
En août 2017, Symantec annonce pour environ 1 milliard de dollars la vente de ses activités de certifications web à Thoma Bravo, un fonds d'investissement américain, qui devrait fusionner celles-ci avec ses activités du même domaine.
Le 4 janvier 2018, Symantec et BT annoncent leur partenariat pour fournir de nouveaux terminaux de sécurité.
En août 2019, Broadcom annonce l'acquisition des activités destinées aux entreprises de Symantec pour 10,7 milliards de dollars.
En novembre 2019, Broadcom finalise l’acquisition, pour 10,7 milliards de dollars, de l’activité Enterprise Security de Symantec. La division grand public de Symantec poursuit son activité sous le nom de NortonLifeLock et transfère son siège à Tempe en Arizona.
En décembre 2020, la société renforce son implantation en Europe en rachetant l'éditeur allemand Avira pour 360 millions d'euros.
En juillet 2021, Avast annonce être en discussion pour fusionner avec NortonLifeLock. En août 2021, NortonLifeLock annonce l'acquisition d'Avast pour 8,6 milliards de dollars, créant un nouvel ensemble ayant deux sièges sociaux à Tempe en Arizona mais également à Prague en République Tchèque.

## Produits
Le groupe développe et commercialise des logiciels destinés à la protection contre les intrusions, à la sécurisation des informations et des données, à la gestion de la performance des applications, du stockage et des serveurs, à la gestion et au stockage des données, au filtrage des accès, et à l'analyse des vulnérabilités.
La liste des produits Symantec s'est étendue au cours des dernières années grâce au rachat de nombreuses sociétés concurrentes. Les produits sont centrés sur la gestion des risques (sécurité, antivirus, pare-feu, sauvegarde avec Backup Exec puis NetBackup, gestion des serveurs et du parc informatique avec Altiris…). Le produit principal grand public est le logiciel Norton.
Le terme Norton, utilisé dans le nom des produits de la firme, fait référence à l'ingénieur informatique Peter Norton, créateur de la société Peter Norton Computing rachetée en 1990 par Symantec. Ces logiciels sont à la base de la notoriété de Symantec. La marque Norton est utilisée pour la gamme grand public.

### Produits (années 1990 à 2010)
- 1990 : Peter Norton Computing : Norton Commander, Norton Utilities
- 1991 : Zortech : Zortech C, Zortech C++
- 1994 : Central Point Software : PC Tools
- 1995 : Delrina : Winfax, DelrinaFax
- 1998 : Binary Research : Ghost
- 2003 : PowerQuest : PartitionMagic, Drive Image
- 2004 : @stake : L0pht Heavy Industries
- 2005 : Veritas : Backup Exec
- 2007 : Altiris : Client Management Suite, Server Management Suite, Asset Management Suite, Software Virtualization Solution
- 2010 : PGP[18]

## Actionnaires
Liste des principaux actionnaires au 28 avril 2022 :
| Actionnaire                                     | %      |
| ----------------------------------------------- | ------ |
| The Vanguard Group                              | 10,6 % |
| Capital Research & Management (World Investors) | 9,14 % |
| Capital Research & Management                   | 6,43 % |
| SSgA Funds Management                           | 4,60 % |
| Fidelity Management & Research                  | 4,19 % |
| Boston Partners Global Investors                | 3,86 % |
| Lone Pine Capital                               | 3,62 % |
| AllianceBernstein                               | 3,35 % |
| Starboard Value                                 | 2,87 % |
| Institutional Capital                           | 2,70 % |